# Bruci (historiador)
Bruci (en llatí Brutius, en grec Βρούτιος) va ser un historiador i cronògraf grec potser del segle iii.
L'autor de la Crònica d'Alexandria (pàgina 90) cita algunes coses d'ell, referides a Dànae i Perseu i l'anomena ὁ σοφώτατος ἱστορικός καὶ χρονογράφος. També l'esmenten Joan Malales, i Jeroni d'Estridó a la Chronica Eusebii. Scaliger considera que podria ser el mateix personatge que Bruci Present (Brutius Praesens), la filla del qual, Brúcia Crispina, es va casar amb l'emperador Còmmode, però això no és del tot segur.